# Казка про гучний барабан
«Казка про гучний барабан» (рос. «Сказка о громком барабане») — український радянський художній фільм 1987 року режисера Євгена Шерстобитова. Екранізація однойменної повісті Софії Могилевської.

## Сюжет
Якось, коли міцно спали втомлені бійці і ніхто не чув, як білогвардійці оточують партизанський загін, юний Лаврик гучним барабанним боєм підняв бійців і ціною власного життя врятував товаришів.

## У ролях
- Сергійко Щербинін — Лаврик
- Катя Голубєва (Польді) — Маруся
- Юрій Маляров — Чумак
- Владислав Пупков
- Ганна Курган — мати Лаврика
- Микола Сектименко — батько Лаврика
- Валерій Панарін
- Микола Малашенко
- Анатолій Юрченко
- Георгій Дворников
- Станіслав Молганов
- Володимир Шпудейко
- Віктор Степаненко
- Олексій Титов
- Володимир Янощук
- Борис Руднєв
- Олександр Чернявський
- Анатолій Лук’яненко
- Костянтин Федоров
- Юрій Нещеретний

## Творча група
- Сценарій і постановка: Євген Шерстобитов
- Оператор-постановник: Олександр Чорний
- Художник-постановник: Оксана Тимонішина
- Композитор: Михайло Бойко
- Звукооператор: Володимир Сулімов
- Режисер: Ж. Чайка
- Оператори: М. Сергієнко, А. Ленн
- Редактор: Катерина Шандибіна
- Комбіновані зйомки: оператор — Валерій Осадчий, художник — Михайло Полунін
- Хореограф: Володимир Шпудейко
- Директор картини: Олег Пікерський